# Bladminerarvivlar
Bladminerarvivlar (Orchestes) är ett släkte av skalbaggar. Orchestes ingår i familjen vivlar.
Flera arter förekommer i Sverige, dess larver lever i bladen av bland annat ek, björk och bok.

## Dottertaxa tillOrchestes, i alfabetisk ordning[1]
- Orchestes affinis
- Orchestes africanus
- Orchestes alboscutellatus
- Orchestes alni
- Orchestes amplithorax
- Orchestes amurensis
- Orchestes angustifrons
- Orchestes animosus
- Orchestes anoploidens
- Orchestes aterrimus
- Orchestes atricapillus
- Orchestes australiae
- Orchestes avellanae
- Orchestes bifasciatus
- Orchestes bimaculatus
- Orchestes calcar
- Orchestes calceatus
- Orchestes camerunicus
- Orchestes carnifex
- Orchestes cinereus
- Orchestes confinis
- Orchestes confundatus
- Orchestes crassus
- Orchestes crinitus
- Orchestes decoratus
- Orchestes depressus
- Orchestes distans
- Orchestes ephippiatus
- Orchestes erythropus
- Orchestes fagi (bokbladminerare)
- Orchestes fasciculatus
- Orchestes ferrugineus
- Orchestes flavescens
- Orchestes flavus
- Orchestes foedatus
- Orchestes fragariae
- Orchestes haematicus
- Orchestes horridus
- Orchestes hortorum
- Orchestes ilicis
- Orchestes illinoisensis
- Orchestes iota
- Orchestes japonicus
- Orchestes jota
- Orchestes koltzei
- Orchestes lecontei
- Orchestes lonicerae
- Orchestes maurus
- Orchestes melancholicus
- Orchestes melanocephalus
- Orchestes mixtus
- Orchestes mollis
- Orchestes monedula
- Orchestes mutabilis
- Orchestes nigricollis
- Orchestes nigriventris
- Orchestes ornatus
- Orchestes pacificus
- Orchestes pallicornis
- Orchestes pallidior
- Orchestes peregrinus
- Orchestes perpusillus
- Orchestes pilosus
- Orchestes plantaris
- Orchestes populi
- Orchestes pratensis
- Orchestes puberulus
- Orchestes pubescens
- Orchestes pulicarius
- Orchestes quercus (ekbladsminerare)
- Orchestes rhodopus
- Orchestes rufescens
- Orchestes ruficornis
- Orchestes rufipennis
- Orchestes rufitarsis
- Orchestes rufus
- Orchestes rugosus
- Orchestes rusci
- Orchestes saliceti
- Orchestes salicis
- Orchestes salicola
- Orchestes sanguinipes
- Orchestes scitus
- Orchestes scutellaris
- Orchestes semirufus
- Orchestes signatus
- Orchestes signifer
- Orchestes similis
- Orchestes sparsus
- Orchestes spinosus
- Orchestes stigma
- Orchestes subfasciatus
- Orchestes suturalis
- Orchestes tomentosus
- Orchestes uniformis
- Orchestes waltoni
- Orchestes weidenbachianus
- Orchestes vestitus
- Orchestes viminalis
- Orchestes x-album

## Bildgalleri

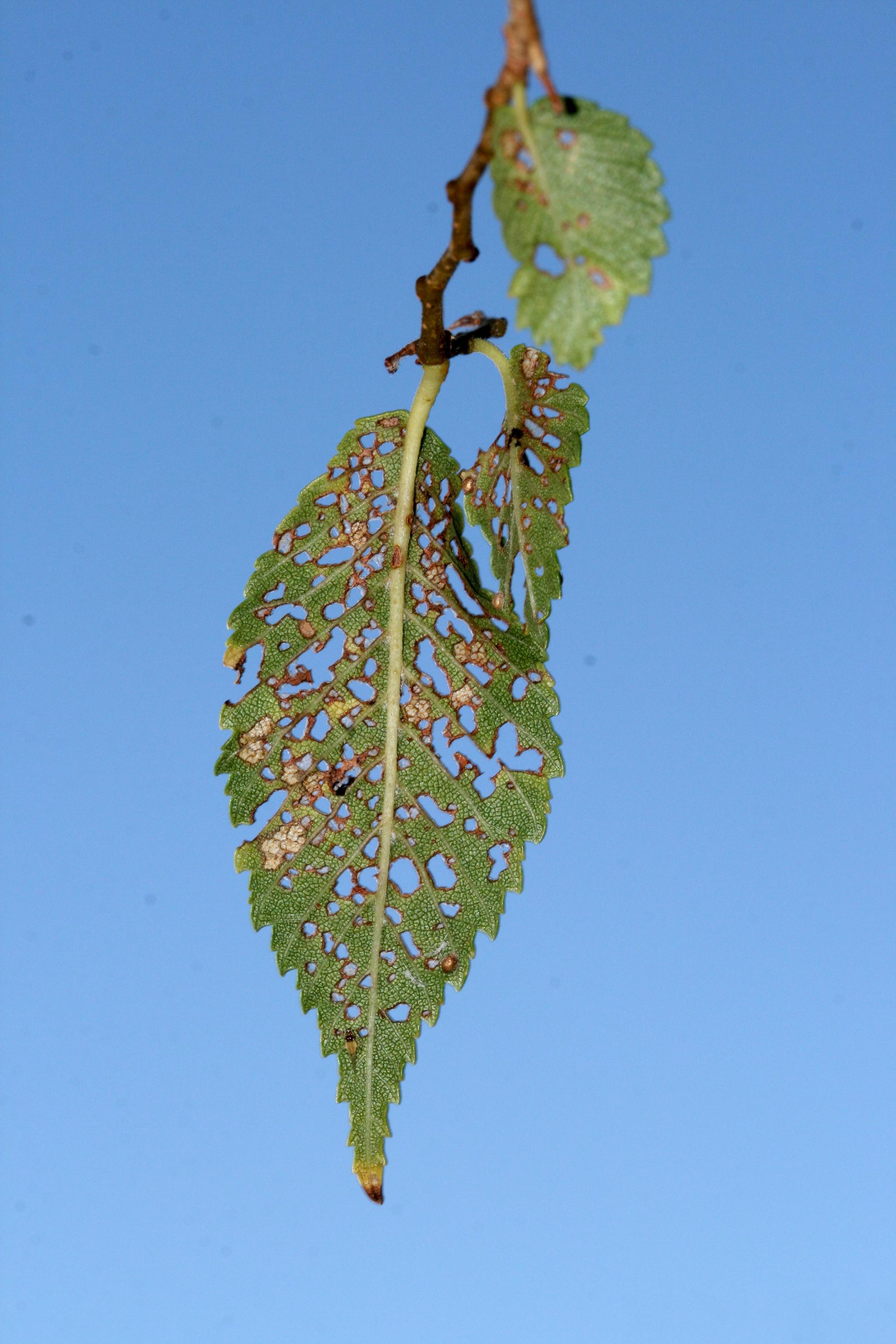
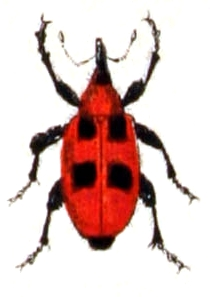
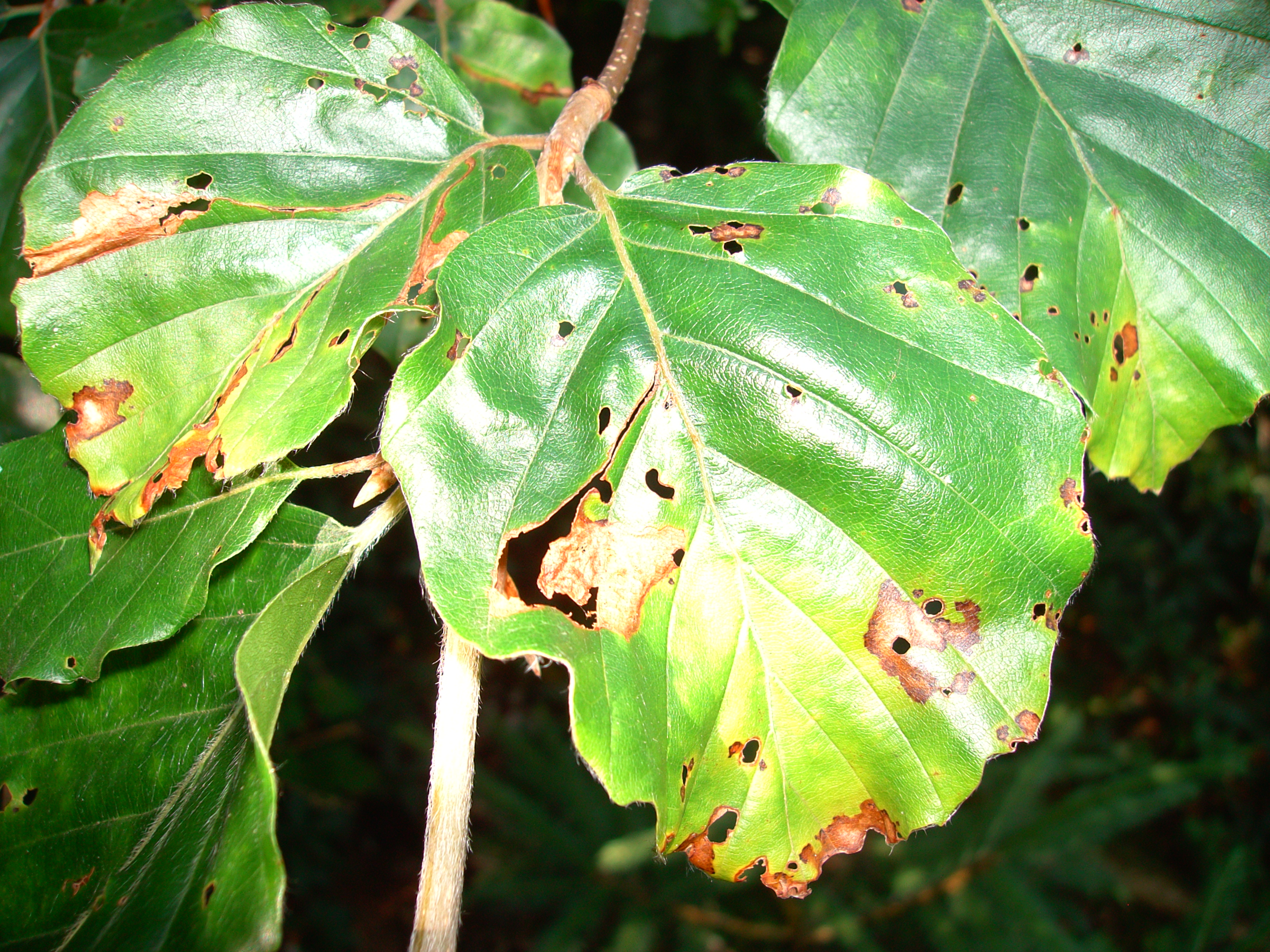
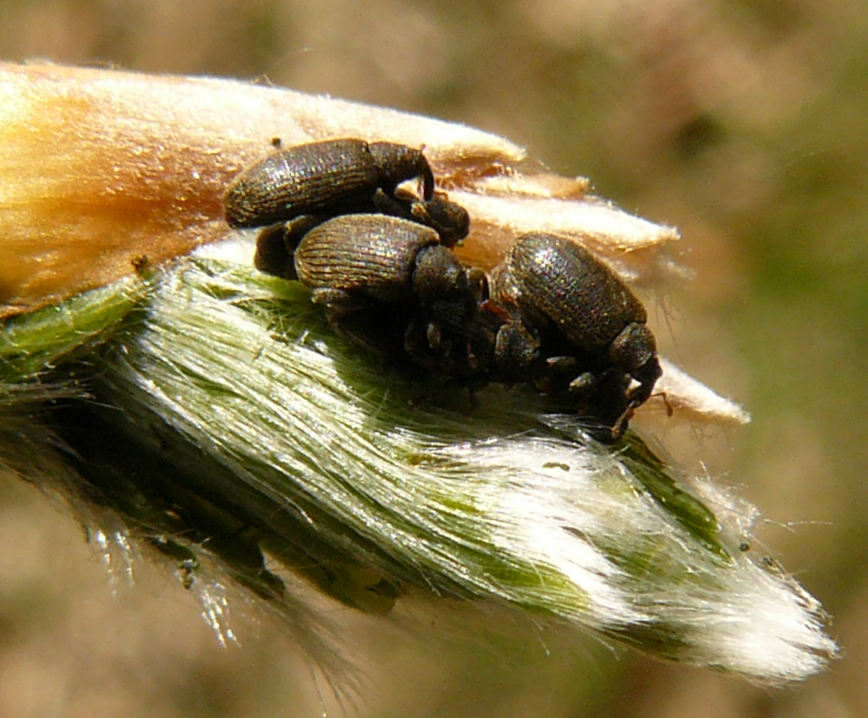
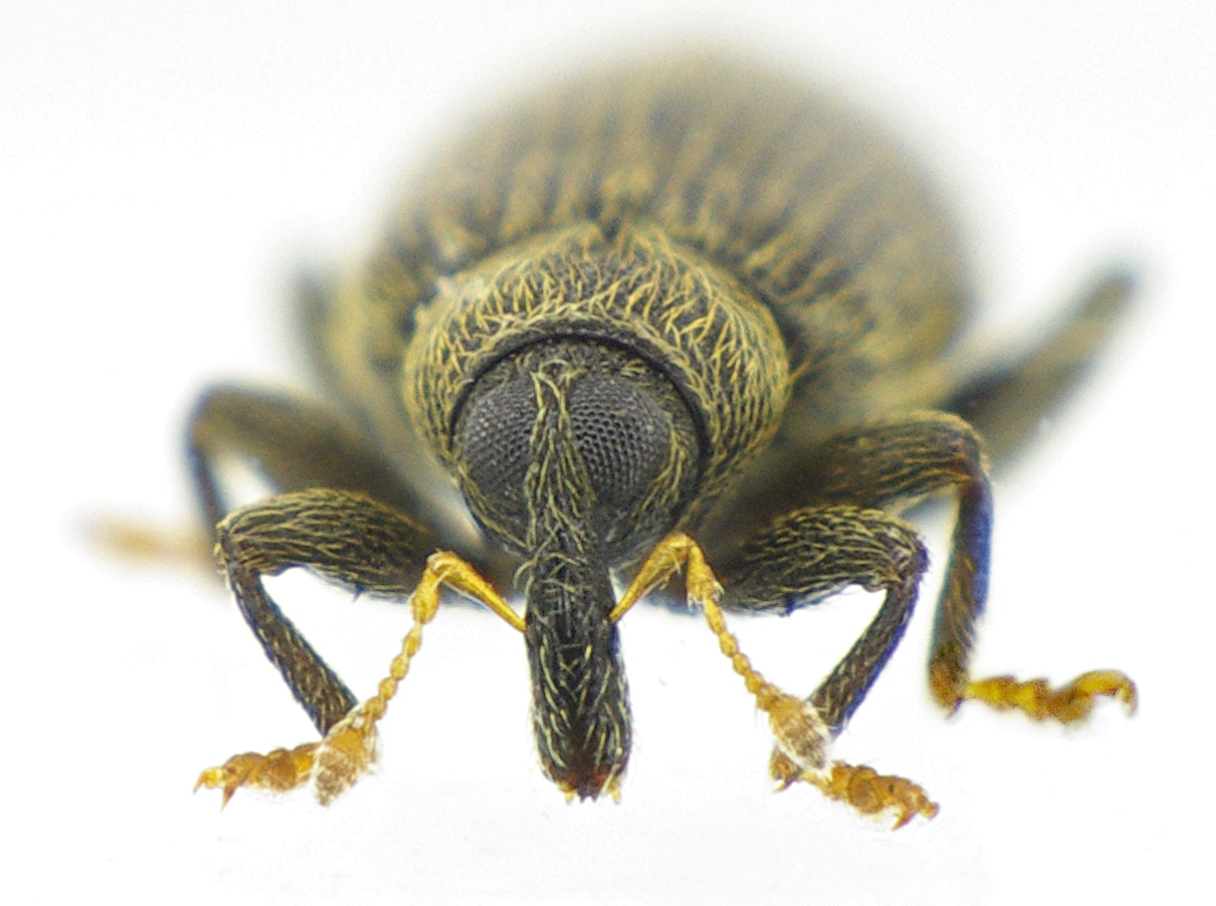